# La guerre est déclarée
La Guerre est déclarée é um filme de drama francês de 2011 dirigido e escrito por Valérie Donzelli e Jérémie Elkaïm. Foi selecionado como represente da França à edição do Oscar 2012, organizada pela Academia de Artes e Ciências Cinematográficas.

## Elenco
- Valérie Donzelli - Juliette
- Jérémie Elkaïm - Roméo Benaïm
- César Desseix - Adam (18 meses)
- Gabriel Elkaïm - Adam (8 anos)
- Brigitte Sy - Claudia
- Elina Löwensohn - Alex
- Michèle Moretti - Geneviève
- Philippe Laudenbach - Philippe
- Bastien Bouillon - Nikos